# Maria Molins
Pour les articles homonymes, voir Molins.
Maria Molins Raich, née le 14 février 1973 à Barcelone, est une actrice espagnole.

## Biographie
Maria Molins Raich naît à Sant Gervasi de Cassoles, quartier aisé des hauteurs de Barcelone et reste attachée au district de Sarrià-Sant Gervasi. 
Révélée au niveau international grâce à la série de TV3 El cor de la ciutat, elle remporte en 2012 le Prix Gaudí de la meilleure actrice pour El bosc , film fantastique d'Óscar Aibar.
Elle joue depuis dans de nombreuses productions, dont la série à succès Entrevias de Telecinco et Netflix.

## Filmographie

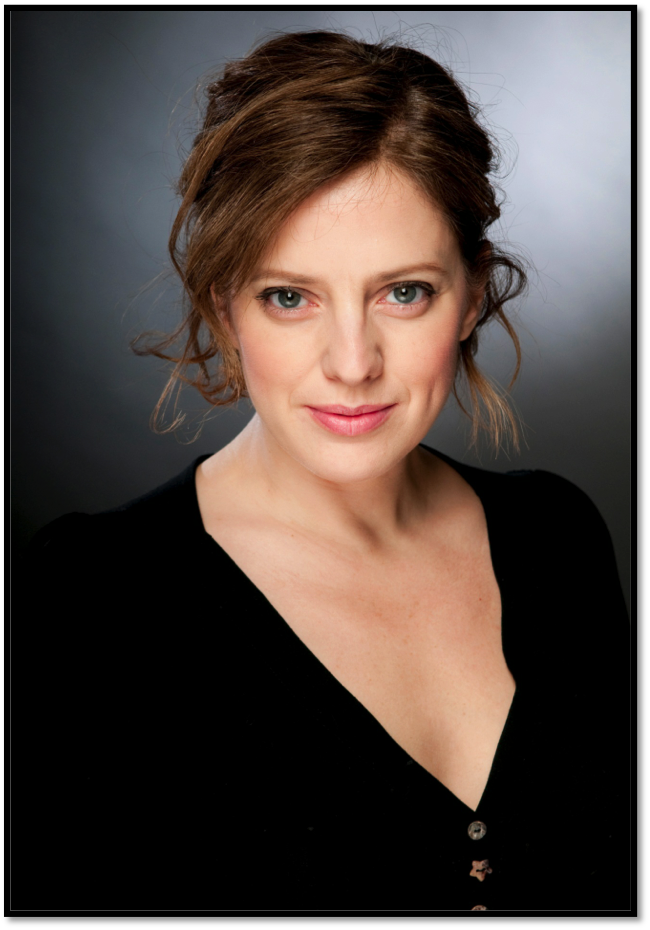
Maria Molins

- 1997 : Tocao del ala (série télévisée)
- 1999 : Homenots (série télévisée) : Lilian Hirsch
- 2006 : Todo está en el aire : Miriam
- 2007 : Tiffany's (court métrage)
- 2008 : Cowards : la thérapeute Gabriel
- 2008 : Vinagre (série télévisée) (3 épisodes)
- 2009 : A la deriva (es) : Anna
- 2001-2009 : El cor de la ciutat (série télévisée) : Isabeleta (48 épisodes)
- 2011 : 14 d'abril. Macià contra Companys (téléfilm) : Carme Ros
- 2011 : Cuéntame cómo pasó (série télévisée) : Sol
- 2012 : Historias robadas (mini-série) : Sor Sagrario (2 épisodes)
- 2012 : El bosc : Dora
- 2012 : Olor de colònia (mini-série) : Teresa Roca (2 épisodes)
- 2012-2013 : Kubala, Moreno i Manchón (série télévisée) : Marta (3 épisodes)
- 2013 : Fill de Caín : Coral Folch
- 2014 : El vuelo de la mariposa (court métrage) : Mamá
- 2014 : Seve the Movie : Carmen
- 2014 : Lo que dejamos atrás (court métrage) : la mère
- 2015 : Solisombra (série télévisée) : Coaching
- 2016 : To Steal from a Thief : Marina
- 2016 : La embajada (série télévisée) : Mayte (11 épisodes)
- 2015-2016 : La que se avecina (série télévisée) : Sandra (9 épisodes)
- 2016 : Fractures (court métrage) : Diana
- 2016 : Ciudadanos (court métrage) : Abogada
- 2014-2017 : La Riera (série télévisée) : Àgata (29 épisodes)
- 2017 : Vida privada (mini-série) : Rosa Trenor (2 épisodes)
- 2017 : La habitación de las estrellas (court métrage) : Ana
- 2018 : The Year of the Plague : Carmen
- 2018 : Todo por el juego (série télévisée) : Mari Carmen (8 épisodes)
- 2018 : Moros en la costa (court métrage) : la mère
- 2018 : The Tree of Blood : Nuria
- 2019 : Hospital Valle Norte (série télévisée) : Elena (6 épisodes)
- 2019 : Siempre Yo (court métrage) : la femme
- 2022 : Entrevías (série télévisée) : Jimena Abantos (VF : Julie Dumas)[6]

## Théâtre
Elle a notamment joué au Théâtre national de Catalogne.